# بلبل أسود
بلبل أسود (الاسم العلمي: Pycnonotus nigricans) (بالإنجليزية: Black-fronted Bulbul)‏ هو نوع من الطيور يتبع جنس البلبل من فصيلة البلابل.